# ラクサナ・トロイ
ラクサナ・トロイ(Lwaxana Troi) は、『スタートレック』シリーズに登場する人物の一人。ディアナ・トロイの母親。ジーン・ロッデンベリーの妻であるメイジェル・バレットが演じた。日本語版の吹き替えは『新スタートレック』11話「夢の人」のみ谷育子が、シーズン2以降は此島愛子が担当し、『スタートレック:ディープ・スペース・ナイン』では翠準子が担当した。
ベタゾイド第5王室の娘でリイックス聖杯の所有者、聖なる指輪の後継者。ベタゾイド政府の大使。いつも召使いのホム（カレル・ストルイケン）を従えている。
自由奔放な性格でジャン＝リュック・ピカード、ウィリアム・T・ライカーらに迫っては皆の（特に娘のトロイ）手を焼かせている。特にピカードはターゲットにされていて、熱心に迫られたり転送時に『ジャン・リュック、また淫らな事を考えて』とからかわれたりしている。そのためピカードはラクサナが苦手である。
また、ディープ・スペース・ナインではオドーに迫ったりもしている。
一見いい年をして困った人な「だけの」キャラクターに見えるラクサナだが、老いらくの恋に悩んだり、己と世間の眼のギャップに苦悩したりと、女性高齢者の実情をリアルに見せ、世代間ドラマとしてのTNGに深味を添えた。
純粋なベタゾイドであるためテレパスとしての能力は高く、アンティート星人のテロ行為を未然に防ぐ等活躍しているが、フェレンギ人の脳は特殊な構造なので読めないとも言っている。
ディアナとラクサナの関係は、『奥さまは魔女』のサマンサとエンドラ母娘のパロディでもある。というより、いい年をしてなお自由奔放すぎる母親と、それに反発するがゆえに保守的すぎる娘という構図は、アメリカでは珍しくない。